# هم‌شنوی
به تداخل ناشی از انرژی الکتریکی بین دو سیم هم‌شنوی یا کراس‌تاک یا نشت سیگنال می‌گویند و با نماد XT نمایش می‌دهند. به عبارت دقیق‌تر هم‌شنوی جفت‌شدگی ناخواستهٔ سیگنال‌ها بر اثر خاصیت القاوری یا خازنی بین دو کانال مخابراتی است. هم‌شنوی زمانی رخ می‌دهد که بخشی از انرژی سیگنال از کابل نشت می‌کند و در کابل دیگر دریافت می‌شود. به این نشت واپس‌روی می‌گویند. هم‌شنوی را می‌توان به دو دستهٔ همشنوی سرهای دور و هم‌شنوی سرهای نزدیک تقسیم کرد.

## واژه‌نامه
1. ↑  egress
2. ↑  far-end crosstalk یا FEXT
3. ↑  near-end crosstalk یا NEXT